# Philosophical Magazine
Il Philosophical Magazine è una delle più antiche riviste scientifiche pubblicate in lingua inglese. È stata fondata da Alexander Tilloch nel 1798; nel 1822 Richard Taylor divenne redattore aggiunto e da allora è stata pubblicata continuamente dall'editore Taylor & Francis.

## Storia
Il nome della rivista risale a un periodo in cui la "filosofia naturale" abbracciava tutti gli aspetti della scienza. Il primo articolo pubblicato sulla rivista aveva il titolo "Account of Mr Cartwright's Patent Steam Engine". Altri articoli nel primo volume comprendevano "Metodi per scoprire se il vino è stato adulterato con metalli dannosi per la salute" e "Descrizione dell'apparato utilizzato da Lavoisier per produrre acqua dalle sue parti componenti, ossigeno e idrogeno".
All'inizio del XIX secolo, i classici documenti di Humphry Davy, Michael Faraday e James Prescott Joule apparvero sulla rivista e negli anni '60 del XIX secolo James Clerk Maxwell contribuì con diversi lunghi articoli, culminati in un documento contenente la deduzione che la luce è un'onda elettromagnetica o, come egli stesso disse: "Non possiamo evitare di dedurre che la luce consiste in ondulazioni trasversali dello stesso mezzo che è la causa dei fenomeni elettrici e magnetici". Il famoso articolo sperimentale di Albert A. Michelson e Edward Morley fu pubblicato nel 1887 e fu seguito, dieci anni dopo, da Joseph John Thomson con l'articolo "Cathode Rays", essenzialmente la scoperta dell'elettrone.
Nel 1814, la rivista Philosophical Magazine si fuse con il Journal of Natural Philosophy, Chemistry, and the Arts, altrimenti noto come Nicholson's Journal (pubblicato da William Nicholson ), divenendo The Philosophical Magazine and Journal. Ulteriori fusioni avvennero nel 1827 con gli Annals of Philosophy e nel 1840 con The London and Edinburgh Philosophical Magazine e Journal of Science (denominato Edinburgh Journal of Science fino al 1832) e portarono alla modifica del titolo della rivista in The London, Edinburgh e Dublin Philosophical Magazine e Journal of Science. Nel 1949, il titolo tornò ad essere The Philosophical Magazine.
Nella prima parte del XX secolo, Ernest Rutherford era un collaboratore frequente. Una volta disse a un amico di "fare attenzione al prossimo numero di Philosophical Magazine; è altamente radioattivo!" A parte il suo lavoro sulla comprensione della radioattività, Rutherford propose gli esperimenti di Hans Geiger ed Ernest Marsden che verificarono il suo modello nucleare dell'atomo e portarono al famoso articolo di Niels Bohr sugli elettroni planetari, pubblicato sulla rivista nel 1913. Un altro contributo classico di Rutherford era intitolato "Collision of α Particles with Light Atoms. IV. Un effetto anomalo nell'azoto", un articolo che descrive nientemeno che la scoperta del protone, che venne poi ufficializzato un anno dopo.
Nel 1978 la rivista fu divisa in due parti indipendenti: Philosophical Magazine A e Philosophical Magazine B. La parte A ha pubblicato articoli su struttura, difetti e proprietà meccaniche, mentre la parte B si è concentrata sulla meccanica statistica, proprietà elettroniche, ottiche e magnetiche.
Dalla metà del XX secolo, la rivista si è concentrata sulla fisica della materia condensata e ha pubblicato articoli significativi su dislocazioni, proprietà meccaniche dei solidi, semiconduttori amorfi e vetri. Man mano che l'area tematica si è evoluta ed è diventato più difficile classificare la ricerca in aree distinte, non è stato più ritenuto necessario pubblicare la rivista in due parti, quindi nel 2003 le parti A e B sono state riunite. Nella sua forma attuale, ogni anno vengono pubblicati 36 numeri di Philosophical Magazine, integrati da 12 numeri di Philosophical Magazine Letters.

## Collaboratori
I precedenti principali collaboratori della rivista Philosophical Magazine sono stati John Tyndall, Joseph John Thomson, Sir Nevill Mott e William Lawrence Bragg. La rivista è attualmente curata da Edward A. Davis.

## Philosophical Magazine Letters
Nel 1987 fu fondata la rivista sorella Philosophical Magazine Letters con l'obiettivo di pubblicare rapidamente brevi comunicazioni su tutti gli aspetti della fisica della materia condensata. È curata da Edward A. Davis e Peter Riseborough. Questa rivista mensile ha avuto un fattore di impatto di 1,087 nel 2014.

## Serie
Nel corso dei suoi 200 anni di storia, Philosophical Magazine ha occasionalmente ricominciato il suo numero di volumi da 1, designando ogni volta una nuova "serie". Le serie della rivista sono le seguenti:
- Philosophical Magazine, serie 1 (1798-1826), volumi da 1 a 68
- Philosophical Magazine, serie 2 (1827-1832), volumi da 1 a 11
- Philosophical Magazine, serie 3 (1832-1850), volumi da 1 a 37
- Philosophical Magazine, serie 4 (1851–1875), volumi da 1 a 50
- Philosophical Magazine, serie 5 (1876-1900), volumi da 1 a 50
- Philosophical Magazine, serie 6 (1901-1925), volumi da 1 a 50
- Philosophical Magazine, serie 7 (1926-1955), volumi da 1 a 46
- Philosophical Magazine, serie 8 (1955-oggi), volumi da 1 a 95 (fino a dicembre 2015)

Se la rinumerazione non fosse avvenuta, il volume 2015 (serie 8, volume 95) sarebbe stato il volume 407.